# Hortus conclusus

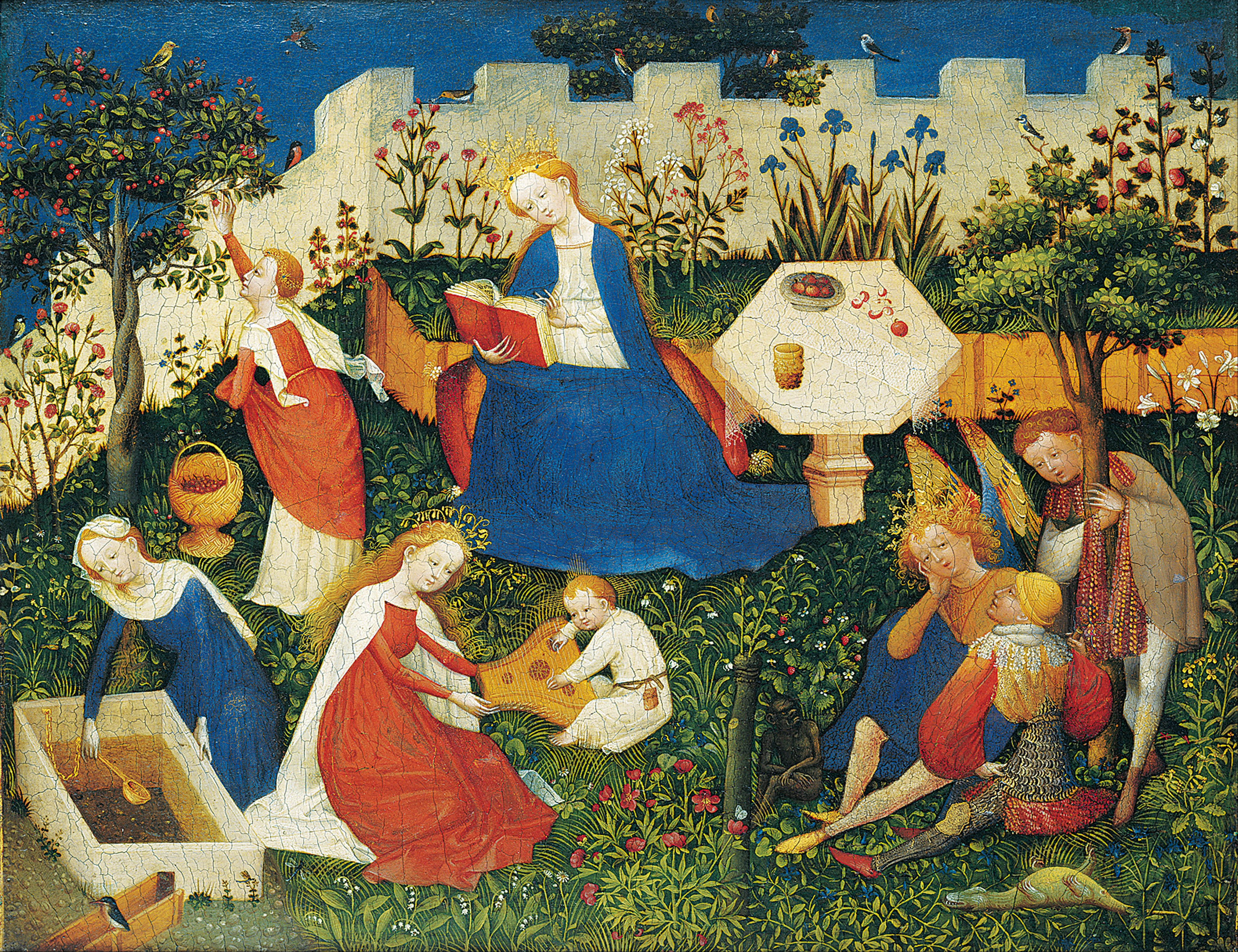
Hortus conclusus med Jungfru Maria. "Rhenmästaren" ca 1410-1425.

Hortus conclusus är latin för ”inhägnad trädgård”. Idag används begreppet oftast för att beteckna en medeltida trädgård omgiven av murar eller stängsel, men ursprungligen hade det också en religiös innebörd. I Bibelns Höga Visan talas om ”En inhägnad trädgård är min syster och brud, en inhägnad trädgård, en förseglad källa”. Tidigt i den kristna kyrkohistorien kom denna inhägnade trädgård att associeras med Jesus moder Maria. Senare under medeltiden utvecklades olika typer av inhägnade trädgårdar, både vid adelns borgar och vid klostren.

## Bakgrund
Medeltidens hortus conclusus har sina rötter i olika källor. För 3000 år sedan fanns trädgårdar bakom murar i Egypten, Mesopotamien och Babylonien med fruktträd, dammar och bänkar. Tanken på paradiset som trädgård delades av många kulturer i gamla tider. Ordet paradis kommer från fornpersiskans pairidaeza som betyder inhägnad. I Första Mosebok levde Adam och Eva före syndafallet i Eden, en inhägnad trädgård. I antik romersk tid vändes fönsterlösa väggar ut mot den dammiga gatan. I stället fanns en sval trädgård mitt i huset. Paradiset som en trädgård förekom under medeltiden i litteratur, poesi, målningar och på mattor. Under högmedeltiden kom influenser från den muslimska världen till Europa, bland annat tanken på trädgården som en plats för rekreation och nöje.
En tanke är att människan behöver ordning och ramar för att kunna förena natur och kultur. Det gränslösa är skrämmande men en omgivande mur skapar en känsla av trygghet.

## Hortus conclusus som Jungfru Maria
| ”                    | En inhägnad trädgård är min syster och brud, en inhägnad trädgård, en förseglad källa. I din lustgård växer granatträd med härliga frukter, henna och nardus, nardus och saffran, kalmus och kanel, alla slags doftrika träd, myrra och aloe och finaste kryddor. Du är trädgårdens källa, en brunn med friskt vatten, bäckar från Libanon. | „ |
| – Höga Visan 4:12-15 | |   |

Inom den kristna kyrkan kom Höga Visans ord om den inhägnade trädgården tidigt att knytas till Jungfru Maria. Hon avbildades i konsten ofta just i eller intill en sådan trädgård. Maria blev en metafor för det som växte i henne och hon symboliserade både kyskhet och fruktbarhet. Växterna hade symbolisk betydelse. Särskilt vanliga var liljor och rosor. Vita liljor stod för Marias renhet och röda rosor för martyrernas blod.
Under medeltiden anlades särskilda inhägnade trädgårdar tillägnade Jungfru Maria med träd och växter knutna till legender om Maria. På 1930-talet togs traditionen upp i USA och idag finns många sådana Mariaträdgårdar i landet.

## Klosterträdgården
Det finns få beskrivningar av tidiga klosterträdgårdar. Den benediktinska klosterregeln från 500-talet förordar att trädgårdar förläggs inom klostermurarna så att munkarna inte utsätts för världsliga frestelser. Sankt Gallenplanen från början av 800-talet visar både nyttoträdgårdar och en centralt belägen hortus conclusus mellan kyrkan och refektoriet. Denna trädgård är omgiven av en korsgång och indelad i fyra delar. Utformningen kom att bli vanlig i de katolska klostren. De fyra gångarna som möts i mitten vid en fontän eller brunn kan ses som en symbol för de fyra floderna i Edens trädgård, floder som spred livets vatten till de fyra väderstrecken. Korsgången förbinder trädgårdens ”utomhus” med byggnadernas ”inomhus”. Här förbereder sig munkarna och nunnorna efter dagens göromål inför andakten i kapellet. Det finns inget som distraherar; här ser man bara en fontän eller brunn, fyra gräsmattor och pelargången. Man förflyttar sig långsamt i korsgången, försjunken i tankar över en episod från Jesu liv på jorden, kanske Golgatavandringen.

## Adelns trädgårdar

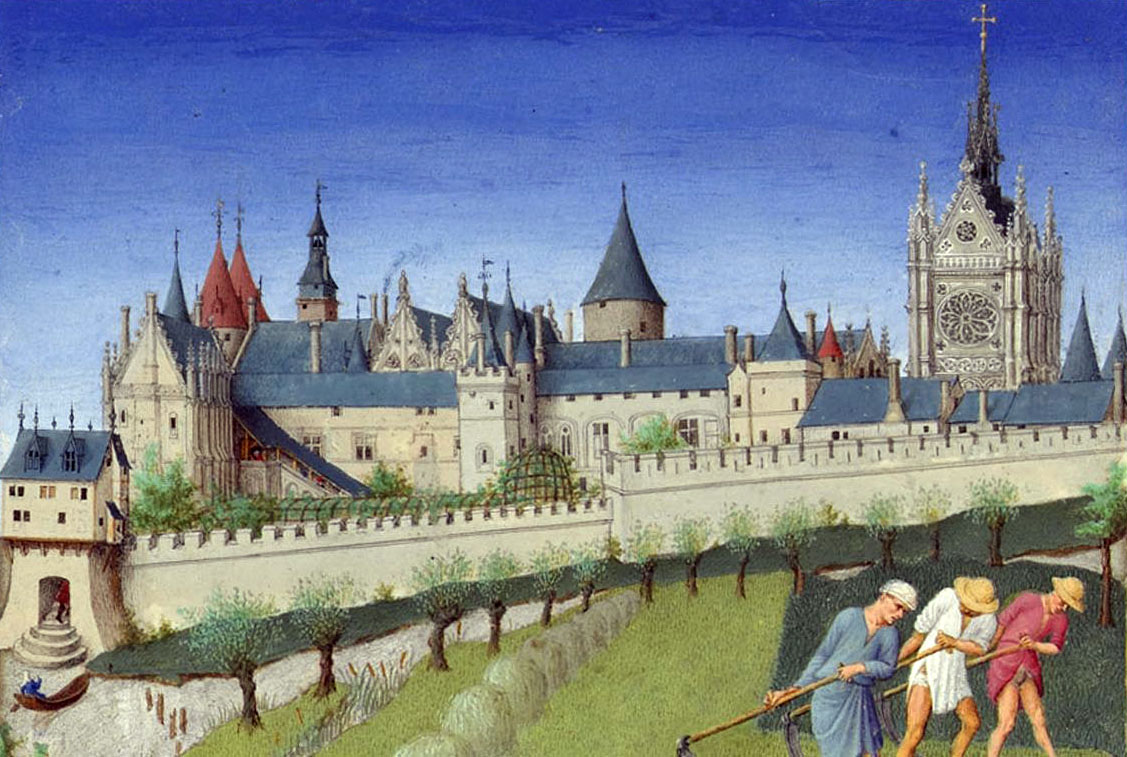
Les Trés Riche Heures du Duc de Berry, juni månad (detalj). Illumination skapad av bröderna Limbourg 1412-1416. Till vänster framför slottsbyggnaden syn en hortus conclusus. Även på bilden för april syns en inhägnad trädgård.

Det var först mot slutet av medeltiden som lustträdgården blev ett viktigt inslag vid adelns boningar. En hortus conclusus kontrasterade mot den ofta trånga, mörka och illaluktande borgen. Trädgården blev en plats för lek och spel, samtal och umgänge. Dess landskap hämtades inte från samtidens mörka skogar, träsk och hedar utan från antikens tänkta ljusa herdelandskap Arkadien, till synes oordnat. Där kunde finnas bänkar och bord, små gräsklädda sluttningar eller upphöjda murade ”gräsbänkar” att sitta på, upphöjda blomstersängar, rinnande vatten och träd som gav skugga. Trädgården var ofta liten till ytan och omgiven av en mur med en låst port. Om det var ont om plats eller jorden var mager kunde en hortus conclusus i stället anläggas en bit från slottet/borgen. 
I renässanstidens stora italienska trädgårdar fanns det ibland en avskild del för härskaren och hans familj, ett slags inre rum som inte var tillgängligt för utomstående besökare.

## Konst
Från tidig medeltid har vita liljor och ängeln Gabriel i religiösa målningar symboliserat bebådelsen, ofta i ett rum eller i en loggia med en intilliggande trädgård. Från början av 1300-talet avbildades bebådelsen i regel utomhus i en rikt blommande trädgård. Maria med Jesusbarnet i en inhägnad trädgård blev under senmedeltid och renässans ett vanligt motiv i konsten. Termen hortus conclusus används ibland för att beteckna en sådan målning.

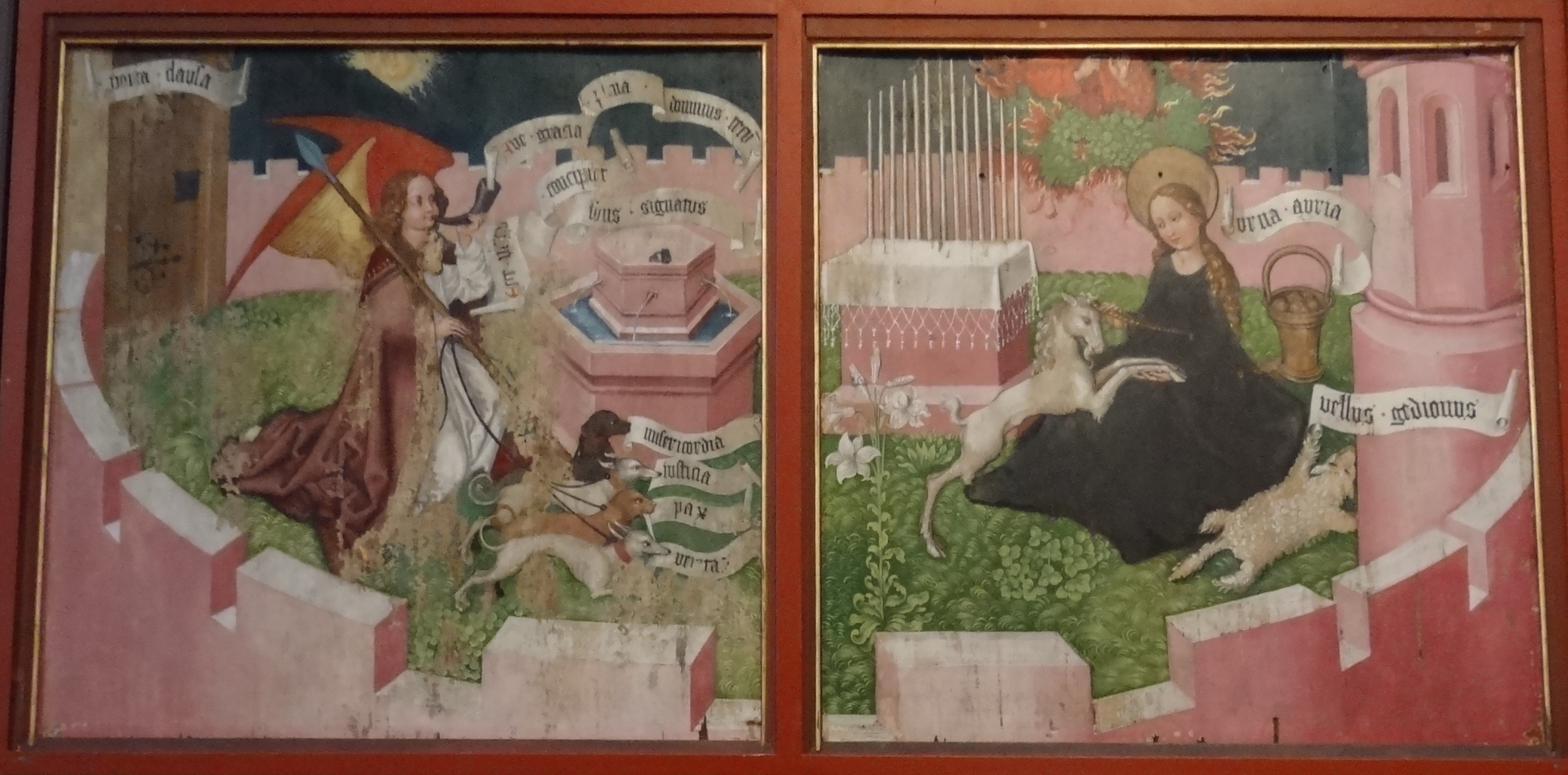
Jakten på enhörningen som symbol för bebådelsen (detalj). Målning av Martin Schongauer (1450-1491).
Gobeläng vävd i Basel 1554.
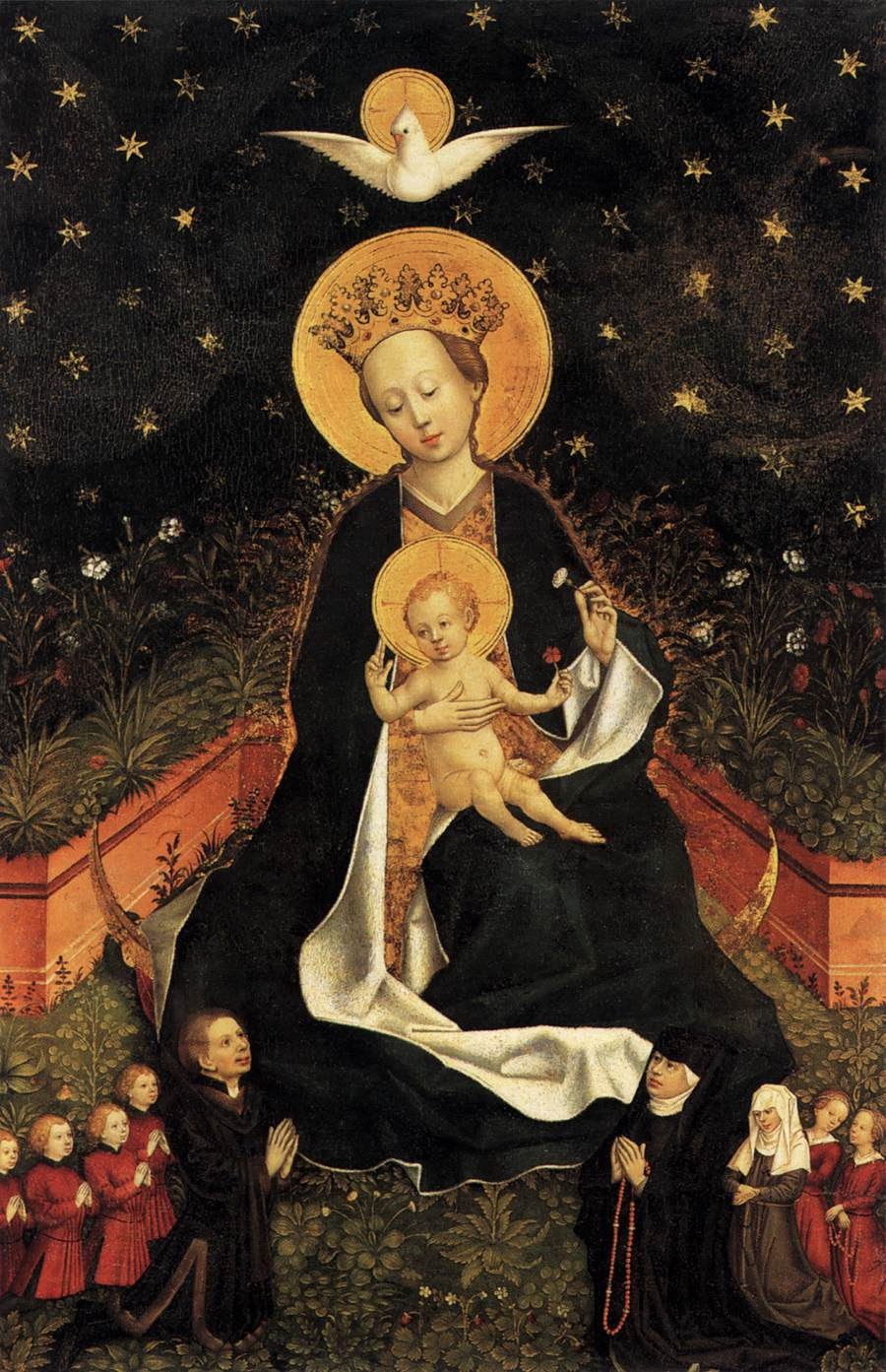
Maria med Jesusbarnet i en hortus conclusus. Okänd konstnär, 1400-talet.
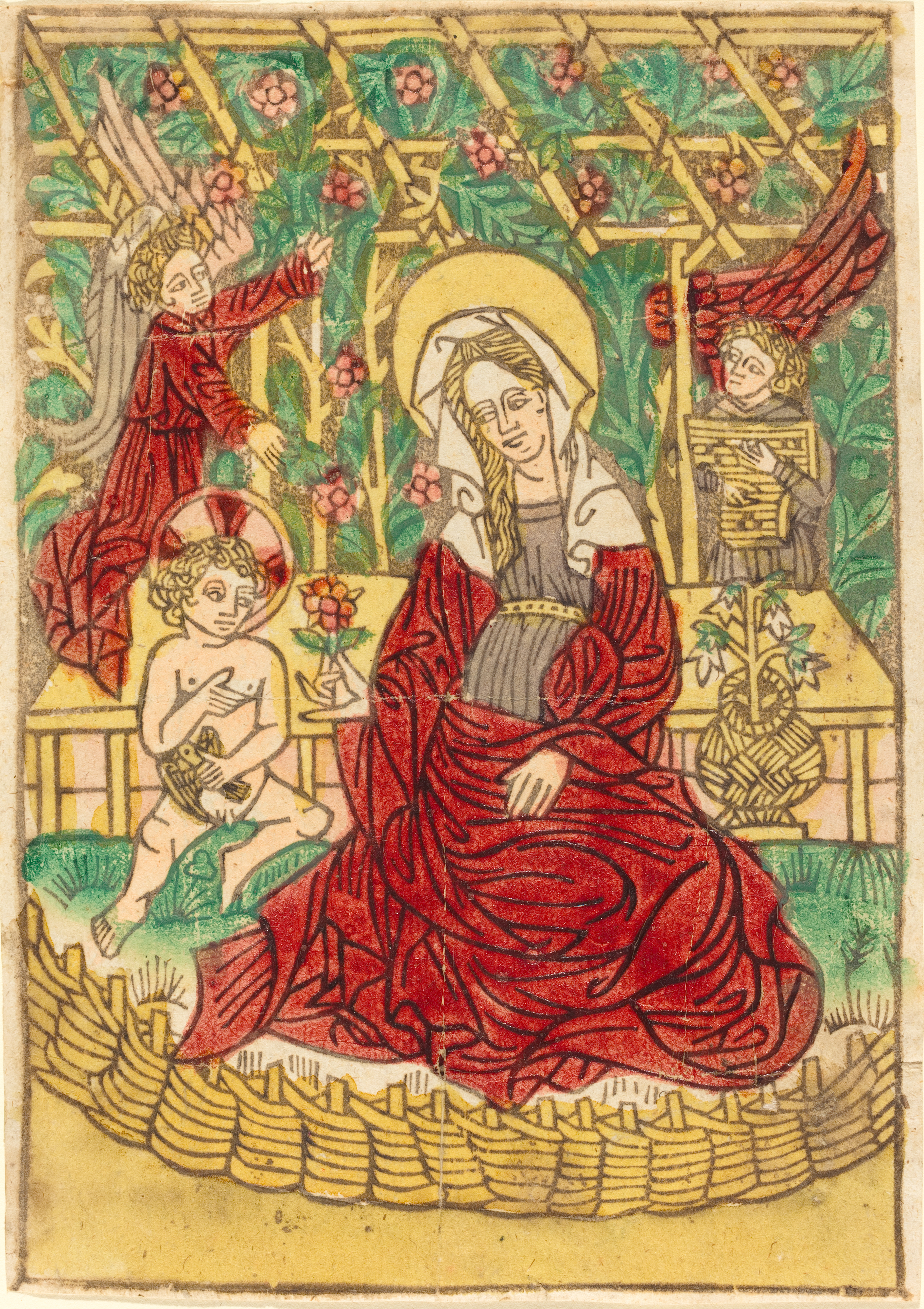
Maria i en inhägnad trädgård. Handkolorerat träsnitt från Tyskland, 1450-1470.

## Litteratur

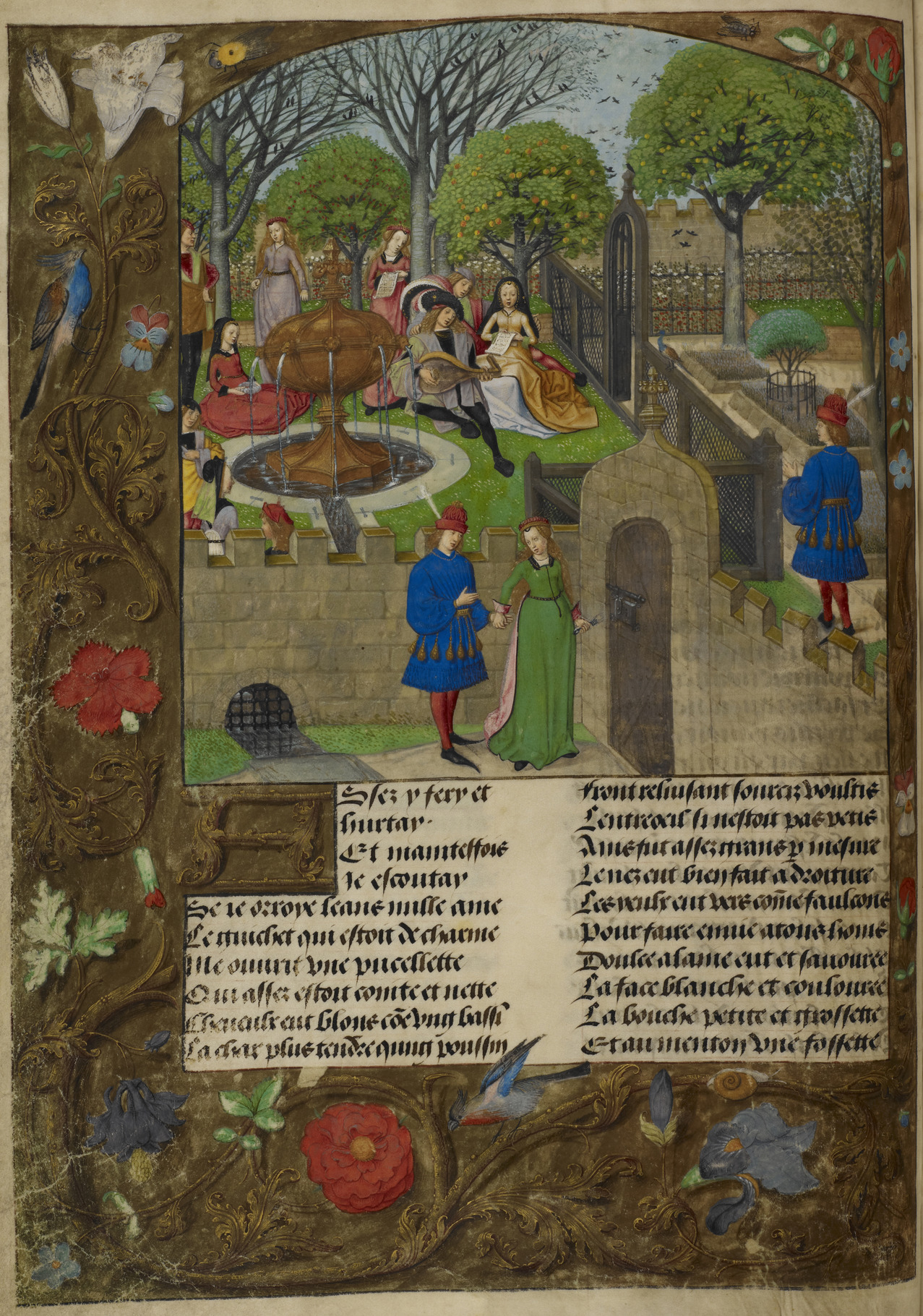
Romanen om rosen. Berättaren, Désiré, blir insläppt i trädgården. Målning från ca 1490-1500.
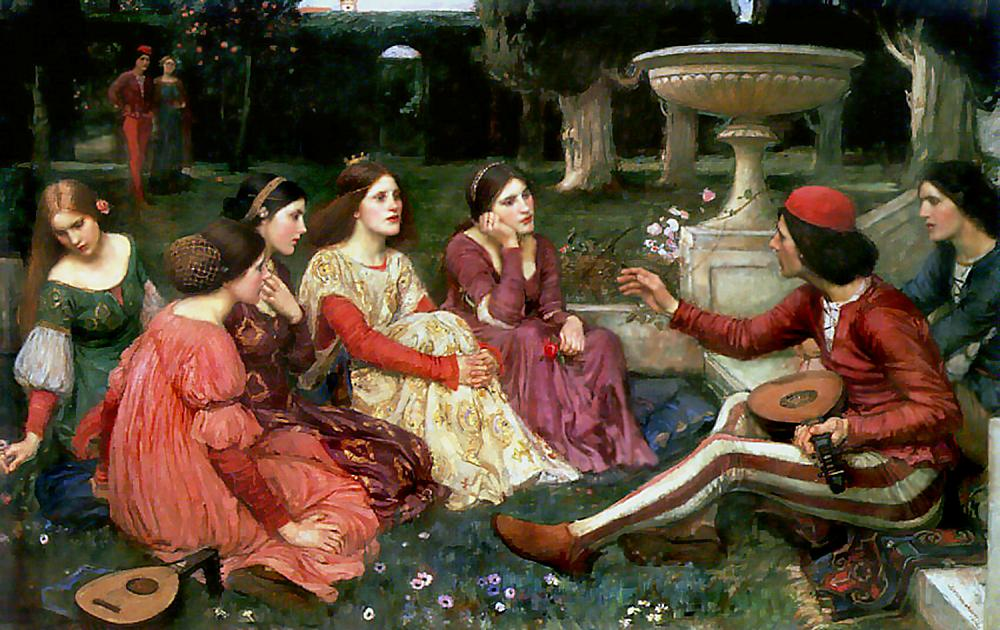
Decamerone. Målning av John W. Waterhouse, 1916.
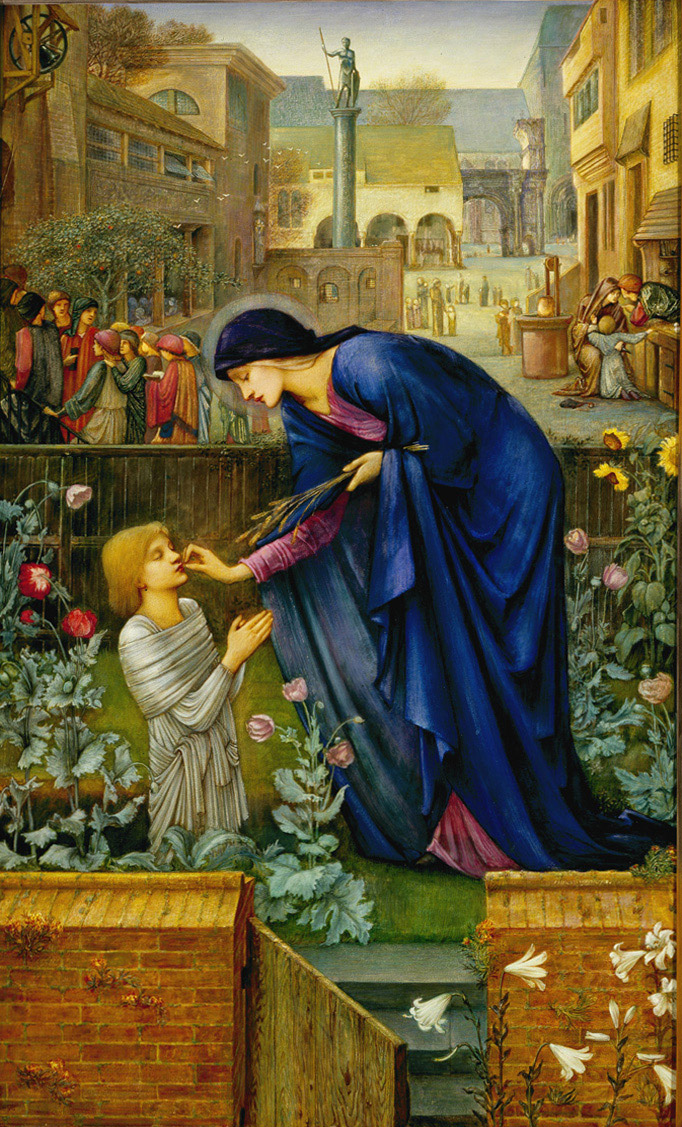
Den engelske konstnären Edward Burne-Jones illustration till Abbedissans berättelse i Canterburysägner. Burne-Jones har placerat skeendet i en hortus conclusus fast texten inte nämner något sådant.
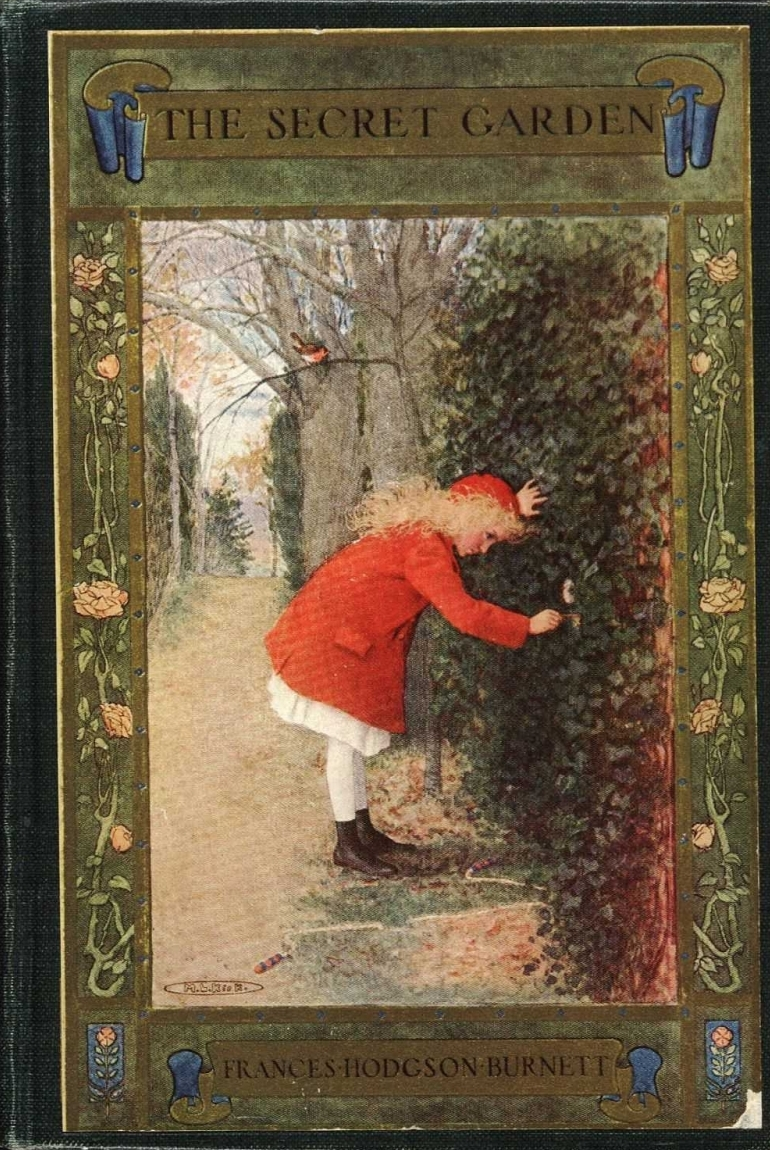
Den hemliga trädgården. Illustration av Maria Louise Kirk (1860-1938)